# نازنی هوهانیسیان
نازنی گارنیکی هوهانیسیان (ارمنی: Նազենի Գառնիկի Հովհաննիսյան؛ زادهٔ ۱۸ ژوئیهٔ ۱۹۸۲) یک بازیگر، گوینده اخبار و سخنران در انستیتو دولتی سینما و تئاتر ایروان اهل ارمنستان است. وی از سال ۲۰۰۱ میلادی تاکنون مشغول فعالیت بوده‌است.

## زندگی‌نامه
وی بهترین چهره رسانه‌ای سال در جوایز سرگرمی پان‌ارمنیان (۲۰۱۶) شده‌است. وی همچنین برندهٔ جوایزی همچون مدال گارگین نژده و مدال قدردانی شده‌است.

## گزیده فیلمشناسی
از فیلم‌ها یا برنامه‌های تلویزیونی که وی در آن نقش داشته‌است می‌توان به آثار اشاره کرد.
- سه دوست (۲۰۰۸)
- کبوتر کشته‌شده (۲۰۱۰–۲۰۰۹)
- یادداشت‌های دزد صلیب (۲۰۱۱–۲۰۱۰)
- آلا بالا نیکا (۲۰۱۱)
- گارگین نژده (فیلم) (۲۰۱۳)
- عصر خوب
- آرم‌کمدی
- در برابر جریان